# Słowacja na Letnich Igrzyskach Paraolimpijskich 2008
Słowację na Letnich Igrzyskach paraolimpijskich w Pekinie reprezentowało 21 zawodników.

## Medale

### Złoto
- Veronika Vadovičová - strzelectwo, karabin pneumatyczny - SH1
- Rastislav Revúcky i Ján Riapoš - tenis stołowy, gra zespołowa - kl.1-2

### Srebro
- Rastislav Tureček - kolarstwo szosowe, jazda na czas - HC A
- Miroslav Jambor i Richard Csejtey - tenis stołowy, gra zespołowa - kl.6-8
- Alena Kánová - tenis stołowy, gra pojedyncza - kl.3

### Brąz
- Miroslav Jambor - tenis stołowy, gra pojedyncza - kl.8